# Copa Argentina 2019 (vóley)
La Copa ACLAV 2019, también cómo Copa Argentina 2019 y por motivos de patrocinio Copa RUS Argentina, fue la decimoquinta edición de la segunda competencia nacional a nivel de clubes de la máxima división. Se disputó del 14 al 22 de diciembre de 2019 y el campeón del torneo clasificó al Sudamericano de Clubes 2020 y a la Supercopa 2020/21. Dicho campeón fue UPCN San Juan Vóley, que derrotó en la final a Gigantes del Sur y obtuvo su cuarto título en la historia de la competencia.

## Equipos participantes
| Club                        | Localidad                                      |
| --------------------------- | ---------------------------------------------- |
| Ateneo Mariano Moreno Vóley | San Fernando del Valle de Catamarca, Catamarca |
| Bolívar Vóley               | Bolívar, Buenos Aires                          |
| Ciudad Vóley                | Ciudad de Buenos Aires                         |
| Gigantes del Sur            | Neuquén, Neuquén                               |
| Monteros Vóley Club         | Monteros, Tucumán                              |
| Obras                       | San Juan, San Juan                             |
| PSM Vóley                   | Puerto San Martín, Santa Fe                    |
| River Plate                 | Ciudad de Buenos Aires                         |
| UPCN San Juan Vóley         | San Juan, San Juan                             |

## Modo de disputa
El torneo está dividido en dos etapas, la primera ronda, o ronda de grupos, y el Final Four. Durante la primera ronda, los nueve equipos se dividen en tres grupos de tres equipos cada uno. Se enfrentan todos los equipos dentro de su grupo durante días consecutivos en una misma sede y el ganador de cada grupo avanza al Final Four. Los tres clasificados al Final Four se suman al equipo organizador de dicho torneo y se emparejan en partidos de semifinales; donde los ganadores acceden a la final y los perdedores al partido por el tercer puesto.

## Desarrollo del torneo

### Primera ronda

#### Zona 1
| Pos. | Equipo              | Pts | Partidos | Partidos | Partidos | Sets | Sets | Tantos | Tantos |
| Pos. | Equipo              | Pts | PJ       | PG       | PP       | SG   | SP   | TG     | TP     |
| ---- | ------------------- | --- | -------- | -------- | -------- | ---- | ---- | ------ | ------ |
| 1.º  | Bolívar Vóley       | 6   | 2        | 2        | 0        | 6    | 0    | 151    | 63     |
| 2.º  | River Plate         | 3   | 2        | 1        | 1        | 3    | 3    | 138    | 76     |
| 3.º  | Monteros Vóley Club | 0   | 2        | 0        | 2        | 0    | 6    | 0      | 150    |

|  |                            |
|  | Clasificado a semifinales. |

| 15 de diciembre, 20:00             | Bolívar Vóley | 3-0                             | River Plate | Estadio República de Venezuela, Bolívar            |                                                    |
|                                    |               | ( 26-24, 25-23, 25-16 ) Reporte |             | Árbitro(s): * Pablo Sebastián Pérez * Luis Fuentes | Árbitro(s): * Pablo Sebastián Pérez * Luis Fuentes |
| Partido televisado por TyC Sports. |               |                                 |             |                                                    |                                                    |

| 16 de diciembre, 21:00 | River Plate | 3-0                          | Monteros Vóley Club | Estadio República de Venezuela, Bolívar |  |
|                        |             | ( 25-0, 25-0, 25-0 ) Reporte |                     |                                         |  |

| 17 de diciembre, 21:00 | Bolívar Vóley | 3-0                          | Monteros Vóley Club | Estadio República de Venezuela, Bolívar |  |
|                        |               | ( 25-0, 25-0, 25-0 ) Reporte |                     |                                         |  |

#### Zona 2
| Pos. | Equipo           | Pts | Partidos | Partidos | Partidos | Sets | Sets | Tantos | Tantos |
| Pos. | Equipo           | Pts | PJ       | PG       | PP       | SG   | SP   | TG     | TP     |
| ---- | ---------------- | --- | -------- | -------- | -------- | ---- | ---- | ------ | ------ |
| 1.º  | Obras (San Juan) | 6   | 2        | 2        | 0        | 6    | 1    | 173    | 151    |
| 2.º  | Ciudad Vóley     | 3   | 2        | 1        | 1        | 4    | 3    | 162    | 144    |
| 3.º  | PSM Vóley        | 0   | 2        | 0        | 2        | 0    | 6    | 114    | 154    |

|  |                            |
|  | Clasificado a semifinales. |

| 14 de diciembre, 22:00 | Obras (SJ) | 3-0                             | PSM Vóley | Complejo La Superiora, San Juan                   |                                                   |
|                        |            | ( 25-16, 29-27, 25-21 ) Reporte |           | Árbitro(s): * Marcelo Pierobón * Jonatan Escudero | Árbitro(s): * Marcelo Pierobón * Jonatan Escudero |

| 15 de diciembre, 19:00 | Ciudad Vóley | 3-0                             | PSM Vóley | Complejo La Superiora, San Juan                |                                                |
|                        |              | ( 25-15, 25-15, 25-20 ) Reporte |           | Árbitro(s): * Gabriela López * Gabriel Cáceres | Árbitro(s): * Gabriela López * Gabriel Cáceres |

| 16 de diciembre, 19:00 | Obras (SJ) | 3-1                                    | Ciudad Vóley | Complejo La Superiora, San Juan                 |                                                 |
|                        |            | ( 25-20, 19-25, 25-22, 25-20 ) Reporte |              | Árbitro(s): * Marcelo Pierobón * Gabriela López | Árbitro(s): * Marcelo Pierobón * Gabriela López |

#### Zona 3
| Pos. | Equipo                | Pts | Partidos | Partidos | Partidos | Sets | Sets | Tantos | Tantos |
| Pos. | Equipo                | Pts | PJ       | PG       | PP       | SG   | SP   | TG     | TP     |
| ---- | --------------------- | --- | -------- | -------- | -------- | ---- | ---- | ------ | ------ |
| 1.º  | UPCN San Juan Vóley   | 6   | 2        | 2        | 0        | 6    | 1    | 168    | 137    |
| 2.º  | Gigantes del Sur      | 3   | 2        | 1        | 1        | 4    | 3    | 158    | 145    |
| 3.º  | Ateneo Mariano Moreno | 0   | 2        | 0        | 2        | 0    | 6    | 106    | 150    |

|  |                            |
|  | Clasificado a semifinales. |

| 14 de diciembre, 19:00 | UPCN San Juan Vóley | 3-0                             | Ateneo Mariano Moreno | Complejo La Superiora, San Juan              |                                              |
|                        |                     | ( 25-19, 25-21, 25-14 ) Reporte |                       | Árbitro(s): * Fabián Concia * Gabriela López | Árbitro(s): * Fabián Concia * Gabriela López |

| 15 de diciembre, 22:00 | Gigantes del Sur | 3-0                             | Ateneo Mariano Moreno | Complejo La Superiora, San Juan                  |                                                  |
|                        |                  | ( 25-16, 25-13, 25-23 ) Reporte |                       | Árbitro(s): * Jonatan Escudero * Gabriel Cáceres | Árbitro(s): * Jonatan Escudero * Gabriel Cáceres |

| 16 de diciembre, 22:00 | UPCN San Juan Vóley | 3-1                                    | Gigantes del Sur | Complejo La Superiora, San Juan                |                                                |
|                        |                     | ( 25-17, 18-25, 25-21, 25-20 ) Reporte |                  | Árbitro(s): * Fabián Concia * Jonatan Escudero | Árbitro(s): * Fabián Concia * Jonatan Escudero |

### Final Four
|  | Semifinales         | Semifinales         | Semifinales         |                     |                  | Final            | Final         | Final        |  |
|  |                     |                     |                     |                     |                  |                  |               |              |  |
|  |                     |                     |                     |                     |                  |                  |               |              |  |
|  | Gigantes del Sur    | Gigantes del Sur    | 3                   |                     |                  |                  |               |              |  |
|  | Gigantes del Sur    | Gigantes del Sur    | 3                   |                     |                  |                  |               |              |  |
|  | Obras (SJ)          | Obras (SJ)          | 1                   |                     |                  |                  |               |              |  |
|  | Obras (SJ)          | Obras (SJ)          | 1                   |                     | Gigantes del Sur | Gigantes del Sur | 0             |              |  |
|  |                     |                     |                     |                     | Gigantes del Sur | Gigantes del Sur | 0             |              |  |
|  |                     |                     | UPCN San Juan Vóley | UPCN San Juan Vóley | 3                |                  |               |              |  |
|  | Bolívar Vóley       | Bolívar Vóley       | UPCN San Juan Vóley | UPCN San Juan Vóley | 3                | 2                |               |              |  |
|  | Bolívar Vóley       | Bolívar Vóley       |                     |                     |                  | 2                |               |              |  |
|  | UPCN San Juan Vóley | UPCN San Juan Vóley | 3                   |                     |                  | Tercer lugar     | Tercer lugar  | Tercer lugar |  |
|  | UPCN San Juan Vóley | UPCN San Juan Vóley | 3                   |                     |                  | Tercer lugar     | Tercer lugar  | Tercer lugar |  |
|  |                     |                     |                     |                     |                  |                  |               |              |  |
|  |                     |                     |                     |                     |                  | Bolívar Vóley    | Bolívar Vóley | 3            |  |
|  |                     |                     |                     |                     |                  | Bolívar Vóley    | Bolívar Vóley | 3            |  |
|  |                     |                     |                     |                     |                  | Obras (SJ)       | Obras (SJ)    | 2            |  |
|  |                     |                     |                     |                     |                  | Obras (SJ)       | Obras (SJ)    | 2            |  |
|  |                     |                     |                     |                     |                  |                  |               |              |  |

Semifinales
| 21 de diciembre, 18:00 | Bolívar Vóley | 2-3                                          | UPCN San Juan Vóley | Estadio Ruca Che, Neuquén                             |                                                       |
|                        |               | ( 25-16, 19-25, 22-25, 28-26, 9-15 ) Reporte |                     | Árbitro(s): * Nicolás Jesús Casado * Sebastián Cagiao | Árbitro(s): * Nicolás Jesús Casado * Sebastián Cagiao |

| 21 de diciembre, 21:00 | Gigantes del Sur | 3-1                                    | Obras (SJ) | Estadio Ruca Che, Neuquén                    |                                              |
|                        |                  | ( 22-25, 25-22, 25-16, 25-19 ) Reporte |            | Árbitro(s): * Sebastián Cagiao * Xoana Colla | Árbitro(s): * Sebastián Cagiao * Xoana Colla |

Tercer puesto
| 22 de diciembre, 19:00 | Bolívar Vóley | 3-2                                          | Obras (SJ) | Estadio Ruca Che, Neuquén                        |                                                  |
|                        |               | ( 22-25, 25-21, 25-22, 24-26, 15-9 ) Reporte |            | Árbitro(s): * Nicolás Jesús Casado * Xoana Colla | Árbitro(s): * Nicolás Jesús Casado * Xoana Colla |

Final
| 22 de diciembre, 22:00             | Gigantes del Sur | 0-3                             | UPCN San Juan Vóley | Estadio Ruca Che, Neuquén                             |                                                       |
|                                    |                  | ( 24-26, 19-25, 19-25 ) Reporte |                     | Árbitro(s): * Sebastián Cagiao * Nicolás Jesús Casado | Árbitro(s): * Sebastián Cagiao * Nicolás Jesús Casado |
| Partido televisado por TyC Sports. |                  |                                 |                     |                                                       |                                                       |